# Кэмпбелл, Роберт (первопроходец)
Ро́берт Кэ́мпбелл (англ. Robert Campbell; 21 февраля 1808, Глен-Лайон, Шотландия — 9 мая 1894, Манитоба) — первопроходец, исследователь Северной Америки и мехоторговец.

## Биография
Кэмпбелл родился в Шотландии в 1808 году. В возрасте 22 лет он переехал в США и стал работать на Компанию Гудзонова залива. В 1833 году был направлен компанией в район реки Маккензи. Кэмпбелл исследовал западную часть бассейна реки Маккензи, верховья реки Лиард и достиг реки Юкон в 1840 году. В том же году Роберт Кэмпбелл основал первый торговый пост компании, расположенный на озере Франсес. Он исследовал большую часть южного Юкона. Кэмпбелл отправился по реке Лиард, притоку Маккензи, а затем перешёл на следующую реку, которую он назвал Пелли. По ней он добрался до слияния с другой рекой, которую он назвал Льюис. Кэмпбелл решил не продолжать путешествие дальше и вернулся в опорный пункт на реке Маккензи. Через четыре года Кэмпбелл основал в устье реки Пелли торговый пост Форт-Селкерк.
В 1848 году Роберт Кэмпбелл основал Форт-Селкёрк в устье реки Пелли, на территории северных тутчон. Вёл торговлю с индейскими племенами.
В 1852 году Кэмпбелл уехал в Англию, где пробыл до 1854 года. По возвращении в Северную Америку он снова отправляется в район реки Маккензи.
После ухода из Компании Гудзонова залива в 1871 году Кэмпбелл жил поочерёдно в Шотландии и Манитобе. В конце 1880-х годов он окончательно поселился в Манитобе, на своём ранчо, где и провёл остаток жизни. Роберт Кэмпбелл скончался 9 мая 1894 года.